# 部派佛教
部派佛教，佛教術語，在佛教史中，是指釋迦牟尼佛涅槃後，從上座部與大眾部的“根本分裂”到大乘佛教（北傳佛教）興起前的時期與發展階段，也是這個時期佛教僧團所形成的各個部派的合稱。
上座部（南傳佛教）與大眾部的分裂，被稱為根本分裂；此前的階段，通常被稱為原始佛教、根本佛教或初期佛教；此後佛教進一步分化，形成了許多不同的傳統與學說。對於根本分裂的原因和確切時間，目前仍有爭論。

## 歷史
所有部派共同傳說，各部派皆源自於釋迦牟尼的初期僧團。在各種文獻中，有最初分裂為兩大部，即上座部與大眾部；又有最初分成三眾或四眾，後來分裂為十八部、二十餘部的種種說法。在上座部與大眾部根本分裂之後，在其中因地域、教義看法等等不同因素，在其下又分裂出不同的僧團（又稱為「枝葉分裂」）。在根本分裂之後的時期，也被稱為部派佛教時期。部派分化的另一個標準，是以傳承的律藏來分別，傳統上有律分五部的說法。
佛教文獻中，有一些對各部派分化的歷史記載，由於各部派都想強調自己是嫡傳正脈，許多內容都可能是後世主觀臆想。進行歷史研究的資料來源絕大多數仍是佛教文獻，這些文獻的寫作時間與所記述事件相隔都很久遠，文獻在流傳過程中又經過不斷更改，存在很多相互矛盾、自相矛盾之處，現代學術研究也難以建立客觀、中立、純粹的早期佛教歷史。學者認為，部派分化可以分成四個時期：根本分裂後，僧團分成二部（上座部、大眾部）。在阿育王在位初期，分別說部已從上座部中分化出來，形成先上座部、分別說部、大眾部三個主要派系。稍後先上座部又分化為說一切有部與犢子部，形成四大部主流。最後，分化出十八部或二十餘部等不同的小派系。
至西元前一世紀前後，各部派已成熟發展，各自發展出不同的教義，也各自傳承了不盡相同的經典。各部派在西元一世纪前大乘佛教成为印度佛教主流之後，仍然继续發展，與大乘佛教各有擅場。

### 初期僧伽
所有律藏一致記載，佛陀滅度之後，大迦葉於王舍城主持了第一次集結（又稱為王舍城集結），優婆離誦出律藏，阿難誦出經藏（即後世傳承的五部《阿含經》），集結佛教的經典與僧團戒律。
《大唐西域記》記載大眾部結集的傳說，無法參與第一次結集的大眾，在距第一次結集地點二十餘里處發起了數百千人大結集，因參與者廣泛而稱大眾部結集。《三論玄義》記載婆師波尊者在第一次結集的界外發起了大眾部萬人大結集，稱為界外結集。《大唐西域記》稱大眾部大結集所產生的經典，除三藏外還有雜集藏和禁咒藏。解釋《增一阿含經·序品》的《分別功德論》謂阿難集出三藏及雜藏，方廣經等菩薩藏分為別藏不在其中。

### 根本分裂
各部派經典中，都記載了佛教僧團分裂為上座部與大眾部二者，這個事件被稱為根本分裂，成為部派佛教的開端。根本分裂的時間與原因有許多不同的傳說，現代學者多數支持，根本分裂的原因與戒律上的分歧有關。
上座部律藏一致記載，在佛陀滅度之後百年（南傳佛教記載此時摩揭陀國黑阿育王在位），僧團因為對於戒律的態度不同，產生爭議。印度西部摩偷羅國的耶舍比丘，邀請東西方的七百位長老，至毗舍離（Vaiśālī）舉行第二次集結（稱為七百集結或毗舍離集結），會中做出決議，認為毗舍離僧團所行的十事是錯誤的（又稱「十事非法」）。
南傳佛教《島史》傳說，東方比丘拒絕七百集結結論，自行進行大結集，成為根本分裂的開始。但在大眾部《摩訶僧祇律》中，七百結集只因求乞金錢一事，當時與會者請優波離尊者的弟子陀娑婆羅尊者誦出律藏，他重申了求乞金錢非法，沒有記載其他九事，此時兩派觀點雖有分歧但仍未徹底決裂。因此根本分裂應是在七百集結之後才發生。
此外又有說一切有部《大毘婆沙論》提出的因大天五事而分裂的傳說，以及《舍利弗問經》提出的長老比丘抄大眾部律開張增廣，產生新舊律不同而分裂的傳說。《大智度論》記載佛滅百年後，「阿輸迦王作般闍于瑟大會，諸大法師，論議異故，有別部名字」。

### 三眾與四眾分化
姚秦時譯《十八部論》記載，佛教僧團因諍論三比丘提出五事異說，而分裂為根本二部；藏傳清辨《異部精釋》中也提到類似的說法。到了陳朝時譯《部執異論》，修改為四眾諍論外道提出的五事，而分裂為根本二部；到了唐朝時譯《異部宗輪論》，再修改為四眾諍論大天五事，而分裂為根本二部。學者認為，這顯示早期的傳說是先分為三眾，但至後期時則被改為分成四眾。
佛教部派的分化，與地域、民族、語言、文化造成的隔閡有關。四眾之中，能比丘，可能是龍比丘之誤，即長老龍、龍象眾，一個說法是指大天，另一個說法是指優婆離傳承的律師，即分別說部。因緣眾，即堅意、外邊眾、邊鄙眾，傳說為大天弟子，即大眾部。多聞眾，傳說為阿難傳承的經師。大德眾，傳說為阿毘達磨論師，屬富樓那傳承的論師。學者認為，這個傳說顯示了佛教僧團因為傳承不同，對經、律、論的偏重不同，而產生分裂。
學者認為，三眾分化，可對應到分別說部、大眾部與先上座部；稍後，因為先上座部分裂為說一切有部與犢子部，形成四眾傳說。《布頓佛教史》中引用調伏天與蓮花生的說法，將四眾解釋為說一切有部、正量部、大眾部與分別說部四者，並且認為以不同語言誦戒，造成四眾的分化。其中，說一切有部使用雅語（古梵文，又稱闡陀、天語），正量部使用雜語，南方大眾部與分別說部使用俗語（阿槃提語、阿布蘭迦語），西印度分別說部使用鬼語（毘舍遮語、土語，可能是巴利語前身）。唐義淨《南海寄歸內法傳》中，也將諸多部派歸結為大眾部、上座部、根本說一切有部、正量部等四部，藏傳多羅那他也有相似記載。

## 有關文獻
現存五部律藏的第二次結集犍度是研究根本分裂、“律分五部”說法以及初期佛教歷史的關鍵資料來源。公元489年譯赤銅鍱部《善見律毘婆沙》記載到了第三次結集前後的歷史，南傳佛教《島史》和《大史》引述加工了律藏註釋的有關歷史內容，這二部編年史以及現在版本的《一切善見律注》強調了自己是“上座部”。
上座部後續分化的主要標誌性文獻是提婆設摩《識身論》，此論先批判沙門目連為“誹謗、違越、拒逆世尊所說契經”，再自稱“性空論者”而批判了“補特伽羅論者”，形成了不可調和的分歧。《大毘婆沙論》和《舍利弗問經》最早提出“上座部”這個概念，特別是《大毘婆沙論》記載了早期主要部派的論點，是研究早期部派分化的重要資料來源。
赤銅鍱部《論事》記載了大量部派觀點，並有據信是覺音論師所做的註釋指明了各觀點所歸屬的部派。後世的《異部宗輪論》是研究部派宗義和歷史的常用資料，窺基《異部宗輪論述記》和藏傳清辯《異部精釋》是對它的註釋。《異部宗輪論》以旁觀者的角度，記載了三支根本宗義，即大眾部、說一切有部、化地部三支根本宗義，其他部派在其一基礎上再有自己獨特宗義，在其追溯出來的根本上座部的支派中含有以這三支為基礎的部派，而根本大眾部支派中也出現了以說一切有部為基礎的部派。

## 部派列表
在早期佛教中一般梗概的稱有十八個部派或二十個部派。下面列出來自不同來源的部派列表。

### 南傳記載
下表取自斯里蘭卡《島史》和《大史》關於第三次結集前情況的記載。根據島史記載的傳說，首次分裂發生於佛滅後二百年，由律制的 十事而起，從上座部中分裂出大眾部，此後大眾部又多次分化。上座部的再分裂發生於佛滅後二百三十六年，阿育王統治巴連弗城時，由異執而分裂。
| - 上座部（Sthaviravāda）→分別說部（Vibhajjavāda）→上座部佛教（Theravāda） - 化地部（Mahīśāsaka）- 第一次分裂 - 法藏部（Dharmaguptaka）- 第三次分裂 - 說一切有部（Sarvāstivāda）- 第三次分裂 - 飲光部（Kāśyapīya）- 第四次分裂 - 說轉部（Sankrantika）- 第五次分裂 - 說經部（Sautrāntika）- 第六次分裂 - 犢子部（Vatsīputrīya）- 第一次分裂 - 法上部（Dharmottarīya）- 第二次分裂 - 賢冑部（Bhadrayānīya）- 第二次分裂 - 密林山部（Sannāgarika）- 第二次分裂 - 正量部（Saṃmitīya）- 第二次分裂 | - 大眾部（Mahāsaṃghika） - 一說部（Ekavyahārikas）- 第一次分裂 - 雞胤部（Kaukutika）- 第一次分裂 - 說假部（Prajñaptivāda）- 第二次分裂 - 多聞部（Bahuśrutīya）- 第二次分裂 - 制多部（Caitika）- 第三次分裂 |

此外，在《島史》列出下列六個未說明起源的部派: 
- 雪山部（Haimavata）
- 王山部（Rajagiriya）
- 義成部（Siddhatthaka）
- 東山部（Pubbaseliya）
- 西山部（Aparaśaila）
- 西王山部（Apararajagirika）

### 北傳記載
下表來自世友菩薩的《異部宗輪論》，是說一切有部的記載，其傳說佛滅百有餘年（或載百一十六年），阿育王統治時，因四眾（或載三眾）共議五事不同，發生初次分裂。此後大眾部多次分化，至佛滅二百年滿，又因大天五事分裂出制多部等部。上座部先是一味和合，至佛滅後三百年初，因諍論分裂為說一切有部和本上座部，後者轉名雪山部，爾後從說一切有部，分化出多部。至佛滅後四百年初，從說一切有部，出經量部。
| - 上座部（Sthaviravāda）→雪山部（Haimavata）- （又稱“本上座部”，此部只在北印。） - 說一切有部（Sarvāstivāda）- 第一次分裂 - 犢子部（Vatsīputrīya）- 第二次分裂 - 法上部（Dharmottarīya）- 第三次分裂 - 賢冑部（Bhadrayānīya）- 第三次分裂 - 正量部（Saṃmitīya）- 第三次分裂 - 密林山部（Sannāgarika）- 第三次分裂 - 化地部（Mahīśāsaka）- 第四次分裂 - 法藏部（Dharmaguptaka）- 第五次分裂 - 飲光部（Kāśyapīya）- 第六次分裂 - 經量部（Sautrāntika）- 第七次分裂 | - 大眾部（Mahāsaṃghika） - 一說部（Ekavyahārikas）- 第一次分裂 - 說出世部（Lokottaravāda）- 第一次分裂 - 雞胤部（Kaukutika）- 第一次分裂 - 多聞部（Bahuśrutīya）- 第二次分裂 - 說假部（Prajñaptivāda）- 第三次分裂 - 制多部（Caitika）- 第四次分裂 - 西山住部（Apara Śaila）- 第四次分裂 - 北山住部（Uttara Śaila）- 第四次分裂 |

義淨三藏《南海寄歸內法傳》：
- 聖大眾部。分出七部。
- 聖上座部。分出三部。
- 聖根本說一切有部。分出四部。
- 聖正量部。分出四部。

並記述四部分佈情況為：
- 摩揭陀。則四部通習。有部最盛。
- 羅荼、信度(西印度國名)則少兼三部。乃正量尤多。
- 北方皆全有部。時逢大眾。
- 南面則咸遵上座。餘部少存。
- 東裔諸國雜行四部。
- 師子洲並皆上座。而大眾斥焉。
- 然南海諸洲有十餘國。純唯根本有部。正量時欽。近日已來。少兼餘二。

出自大眾部的《舍利弗問經》以及出自大乘佛教的《文殊師利問經》也對部派分化有所記載。中觀派論師清辨的《異部精釋》又列出三種十八部說，分別出自上座部所傳、大眾部所傳、正量部所傳。

### 現代佛學
因為印度佛教在史料上的缺乏，各佛教部派傳承之間的關係，南傳佛教、漢傳佛教與藏傳佛教中，各有不同說法，直到現代學者中仍然有所爭議。按現代佛教研究者的看法，大眾部分派按上座部記載，上座部分派按大眾部記載，對各部派做如下簡單整理：
| - 根本上座部 - 先上座部 - 說一切有部(薩婆多部又名說因部，從摩偷羅傳入罽賓即健陀羅、烏仗那，為舊阿毘達磨論師所承襲。) - 根本說一切有部(從摩偷羅傳到北方，為迦濕彌羅阿毘達磨「毘婆沙師」所承襲。) - 雪山部(在說一切有部分出後，原根本上座部遂迁至雪山改稱雪山部，大眾部及分別說部傳說，認為此部是由大眾部分出) - 經量部(又名說轉部Saṃkrāntivādins/Saṃkrāntikas) - 犢子部(Arya-vatsiputriyavadinah，異部宗輪論認為此部是由說一切有部分出。) - 法上部 - 賢胄部 - 正量部(Sammatiyavadinah) - 密林山部(又稱六城部) - 分別說部 - 赤銅鍱部(Tāmraśāṭīya，又作銅鍱部，傳至錫蘭。因錫蘭古稱銅鍱洲，或赤銅鍱，故得名。) - 大寺派(即今錫蘭南傳上座部佛教。) - 无畏山派(有現代學者認為漢譯解脫道論即為此部作品。) - 祗陀林派 - 化地部 - 法藏部 - 飲光部(又作迦葉部) | - 大眾部 - 一說部 - 說出世部 - 雞胤部(又稱窟居部、灰山住部) - 多聞部 - 說假部 - 制多部 (Caitika) - 東山部 (Pūrvaśaila，东山住部) - 西山部 (Aparaśaila，西山住部) - 說大空部（又稱方廣部） |

## 有關諍論
一部份部派不認可大乘佛教的來源傳承
「諸天所傳授、從夢中得來、從他方佛聞、從三昧中見佛聞法、自然呈現在心中、得自龍宮、得自南天鐵塔、來自窟外集結」，認為這些經典非《阿含經》、亦非釋迦牟尼佛所說，而大乘佛教則視其所固守的教法为「小乘佛法」。

## 引用
1. ↑  《大唐西域記》卷第九(一國)：“大迦葉波結集西北，有窣堵波，是阿難受僧訶責，不預結集，至此宴坐，證羅漢果。證果之後，方乃預焉。阿難證果西行二十餘里，有窣堵波，無憂王之所建也，大眾部結集之處。諸學、無學數百千人，不預大迦葉結集之眾，而來至此，更相謂曰：‘如來在世，同一師學，法王寂滅，簡異我曹。欲報佛恩，當集法藏。’於是凡、聖咸會，賢智畢萃，復集素呾纜藏、毘柰耶藏、阿毘達磨藏、雜集藏、禁咒藏，別為五藏。而此結集，凡、聖同會，因而謂之大眾部。”
2. ↑  吉藏《三論玄義》：「言二部者。如來二月十五日入涅槃。諸聖弟子。四月十五日。於王舍城祇闍崛山中。結集三藏。爾時即有二部名字。一上座部。謂迦葉為上座。迦葉上陳如一夏。為佛以法付屬迦葉。名上座部也。迦葉所領但有五百人。依《智度論》則有千人。二大眾部。即界外大眾。乃有萬數。婆師波羅漢為主。此云淚出。常悲苦眾生而淚墮也。即五比丘中之一人而年大迦葉。教授界外大眾。所以有二眾。迦葉有五百羅漢。前入界內結集三藏。後多人來結集三藏。迦葉並不許之。有二因緣。一者五百皆聰明人故。二者已羯磨竟故。依《智度論》。阿闍世王但設千人食。故餘人來不得。」
3. ↑  《分別功德論》：佛在世時，阿闍世王問佛菩薩行事。如來具為說法。設王問佛：「何謂為法？」答：「法即菩薩藏也。諸方等正經，皆是菩薩藏中事。」……阿難所撰者，即今四藏是也。……彌勒所以下者，懼阿難合菩薩法在三藏，大小不別也……彌勒亦知阿難部分三藏，然猶懼後學專習空法斷結取證，是以顯揚大乘，分為別藏
4. ↑  《增一阿含經·序品》：「方等大乘義玄邃。及諸契經為雜藏。」
5. ↑  《摩訶僧祇律·三十尼薩耆波夜提法》：「佛告諸比丘。汝等當如是學。不得畜金銀。我無有方便得畜金銀。」
《摩訶僧祇律·雜誦跋渠法·七百集法藏》：「乃至諸長老。是中須鉢者求鉢、須衣者求衣、須藥者求藥。無有方便得求金銀及錢。如是諸長老應當隨順學。」
6. ↑  《十八部論》：「佛滅度後百一十六年，城名巴連弗。時阿育王，王閻浮提，匡於天下。爾時大僧別部異法，時有比丘，一名能，二名因緣，三名多聞。說有五處，以教眾生。所謂從他饒益無知，疑由觀察言說得道。此是佛從始生二部，一謂摩訶僧祇。二謂他鞞羅(秦言上座部也)。」
7. ↑  《異部精釋》：「僧伽諍論大起，長老龍及堅意等多聞者，宣揚根本五事。……由是分為二部。」
8. ↑  《部執異論》：「如是所聞，佛世尊滅後，滿一百年，譬如朗日隱頞悉多山。過百年後更十六年，有一大國名波吒梨弗多羅，王名阿輸柯，王閻浮提，有大白蓋，覆一天下。如是時中，大眾破散。破散大眾凡有四種：一大國眾，二外邊眾，三多聞眾，四大德眾。此四大眾，共說外道所立五種因緣。五因緣者，如彼偈說：『餘人染污衣，無明疑他度。聖道言所顯，是諸佛正教。』思擇此五處，分成兩部，一大眾部，二上座弟子部。」
9. ↑  《異部宗輪論》：「如是傳聞，佛薄伽梵般涅槃後，百有餘年。去聖時淹，如日久沒。摩竭陀國俱蘇摩城，王號無憂，統攝贍部，感一白蓋，化洽人神。是時佛法大眾初破，謂因四眾共議大天五事不同，分為兩部，一大眾部，二上座部。四眾者何？一龍象眾，二邊鄙眾，三多聞眾，四大德眾。其五事者，如彼頌言：『餘所誘無知，猶豫他令入，道因聲故起，是名真佛教。』」
10. ↑  《異部宗輪論述記》：「象眾者喻大天之流。」
11. ↑  《異部宗輪論述記》：「又有釋言，若凡若聖，持戒清高，善閑律部，眾中無畏，譬如龍象，即持律者，名龍象眾，尊者近執之學徒也。」
12. ↑  《異部宗輪論述記》：「邊鄙眾者，大天之門徒等也。」
13. ↑  《異部宗輪論述記》：「若凡若聖，廣誦眾經，善持佛語，諸經師等，名多聞眾，尊者慶喜之學徒也。」
14. ↑  《異部宗輪論述記》：「若凡若聖，玅解玄理，深悟幽宗，有道可稱，名大德眾，即阿毗達摩諸大論師，尊者滿慈之學徒也。」
15. ↑  《南海寄歸內法傳》卷1：「諸部流派，生起不同，西國相承，大綱唯四(一阿離耶莫訶僧祇尼迦耶，唐云聖大眾部，分出七部，三藏各有十萬頌，唐譯可成千卷。二阿離耶悉他陛[打-丁+羅]尼迦耶，唐云聖上座部，分出三部，三藏多少同前。三阿離耶慕[打-丁+羅]薩婆悉底婆拖尼迦耶。唐云聖根本說一切有部，分出四部，三藏多少同前。四阿離耶三蜜栗底尼迦耶，唐云聖正量部。分出四部，三藏三十萬頌。然而部執所傳，多有同異。且依現事言其十八，分為五部。不聞於西國耳)。」
16. ↑  
《增一阿含經·六重品·七經》：「世尊告曰。彼云何為名第一最空之法。若眼起時則起。亦不見來處。滅時則滅。亦不見滅處。除假號法、因緣法。……耳、鼻、舌、身、意法亦復如是。起時則起。亦不知來處。滅時則滅。亦不知滅處。除其假號之法。彼假號法者。此起則起。此滅則滅。此六入亦無人造作。亦名色、六入法。六入亦無人造作。由父母而有胎者亦無。因緣而有。此亦假號。要前有對。然後乃有。猶如鑽木求火。以前有對。然後火生。火亦不從木出。亦不離木。若復有人劈木求火亦不能得。皆由因緣合會。然後有火。此六情起病亦復如是。皆由緣會於中起病。此六入起時則起。亦不見來。滅時則滅。亦不見滅。除其假號之法。因由父母合會而有。」
17. ↑  《舍利弗問經》：「文殊師利。白佛言。……又言。當何名斯經。佛言。當名《菩薩問喻》。以廣大故。又名《舍利弗問》。」
18. ↑  《文殊師利問經·分部品》：「佛告文殊師利。未來我弟子。有二十部能令諸法住。二十部者并得四果。三藏平等無下中上。譬如海水味無有異。如人有二十子。真實如來所說。文殊師利。根本二部從大乘出。從般若波羅蜜出。聲聞緣覺諸佛悉從般若波羅蜜出。」
19. ↑  《大史》第五章第三次结集：初始，以摩诃迦叶为首的大长老们进行的正确结集，被称为上座部结集。在最初的一百年中，只有上座部一派，以后才逐渐产生了其他的学派。被参加第二次结集的长老们谴责的恶比丘，共有一万人。他们建立了名为大众部的学派，以后又产生出牛家部(雞胤部)和一说部。从牛家部产生出说假部和多闻部，它们当中又产生出制多山部，加上大众部，共六部（英文版：From this arose the Gokulika and Ekavyoharika (schools). From the Gokulika arose the Parniatti sect and the Bahulika, from these the Cetiya sect. (Thus) there are six, with the Mahasamghika）。又从上座部产生出化地部比丘和犊子部比丘两派。又从犊子部比丘当中产生出法上部、贤冑部比丘，以及六城部(密林山部)和正量部。又从化地部比丘中产生出说一切有部比丘和法藏部比丘两派。从说一切有部产生出迦叶遗部，后又生出说转部比丘，再生出经量部。加上上座部，共有十二部。算上前述六部，共满十八部。在第二个百年中，复产生了十七部，而后又产生了另外的学派。如雪山部、王山部，以及义成部、东山部比丘和西山部、金刚部(西王山部)。这六部是在赡部洲分出来的，法喜部(無畏山派)和海部(祗陀林派)是在楞伽岛分出来的。
20. ↑   《島史》：「經過最之百年，達第二之百年時，於上座之說，生起最上之大分裂。集毘舍離一萬二千跋耆子等於最上之都毘舍離宣言十事。」
21. ↑  《島史》：「經〔佛滅後〕第二百三十六年上座部再生大分裂。信佛之教〔法〕剎帝利大王法阿育統治於巴連弗城。……為絕滅外道等，六萬多數之佛陀聲聞、勝者之子等來集。於此之集會長老之目犍連子與師等於大龍象，地上無有如彼者。王問長老對聖者中若干被殺所行。〔故彼〕行神變而拂王之疑惑。王於長老之前受教〔法〕，已行截斷賊住比丘等之標徵、不尊重之外道等，依自說而出家……彼等悉反對上座說而分派，為絕滅彼等輝揚自說。長老宣說〔屬〕論事之阿毘曇論書。如是墮負異說之破滅以後已無。長老宣說〔屬〕論事之阿毘曇論書，為淨自說，〔為確立〕永久之教〔法〕。導師選千阿羅漢，執最勝者行法之結集。」
22. ↑  公元489年僧伽跋陀羅譯《善見律毘婆沙》：「如是大德帝須。方便令王知已。七日在園林中。帝須教王。是律是非律。是法是非法。是佛說是非佛說。七日竟。王勅。以步障作隔。所見同者集一隔中。不同見者各集異隔。處處隔中出一比丘。王自問言。大德。佛法云何。有比丘答。言常。或言斷。或言非想。或言非想非非想。或言世間涅槃。王聞諸比丘言已。此非比丘。即是外道也。王既知已。王即以白衣服與諸外道。驅令罷道。其餘隔中六萬比丘。王復更問。大德。佛法云何。答言。佛分別說也。諸比丘如是說已。王更問大德帝須。佛分別說不。答言。如是大王。知佛法淨已。」
23. ↑  印順《印度之佛教》：「銅鍱部者說：迦王尊信佛教，外道窮於衣食，多濫跡佛門，以外道義入佛法中。佛教因此起諍，摩竭陀大寺雞園內，不能和合說戒者凡七年。王遣使勸和，不聽，使者怒殺僧眾。王聞之大驚，至寺悔過，問使者以應得之罪。或曰：依王所命，應王得罪。或曰：王無殺意，使者得罪。或曰：兩俱得罪。王大惑曰：誰斷我疑？諸比丘推目犍連子帝須，於是遣使迎之於阿烋河山。王從之諮受佛教，知其為分別說者，即依之沙汰僧侶，賊住比丘多逐歸本宗。時博達者猶數百人，以外道朋黨盛，恐剪除之為害佛法，乃別建寺以處之。僧眾清淨已，集學德兼備者千人，和合說戒，並結集三藏，即銅鍱部所傳之第三結集也。」
24. ↑  《出三藏記集》：「優波掘羅漢第五、慈世子菩薩第六、迦旃延羅漢第七、婆須蜜菩薩（Vasumitrā）第八、吉栗瑟那羅漢第九、長老脇羅漢第十」
25. ↑  《異部宗輪論》:　如是傳聞。佛薄伽梵般涅槃後。百有餘年去聖時淹。如日久沒。摩竭陀國俱蘇摩城王號無憂。統攝贍部。感一白蓋。化洽人神。是時佛法大眾初破。謂因四眾共議大天五事不同。分為兩部。一大眾部。二上座部。四眾者何。一龍象眾。二邊鄙眾。三多聞眾。四大德眾。其五事者。如彼頌言。“餘所誘無知。猶豫他令入。道因聲故起。是名真佛教。”後即於此第二百年。大眾部中流出三部。一一說部。二說出世部。三雞胤部。次後於此第二百年。大眾部中復出一部。名多聞部。次後於此第二百年。大眾部中更出一部。名說假部。第二百年滿時。有一出家外道。捨邪歸正。亦名大天。大眾部中出家受具。多聞精進。居制多山。與彼部僧重詳五事。因茲乖諍分為三部。一制多山部。二西山住部。三北山住部。如是大眾部四破或五破。本末別說合成九部。一大眾部。二一說部。三說出世部。四雞胤部。五多聞部。六說假部。七制多山部。八西山住部。九北山住部。其上座部經爾所時一味和合。三百年初有少乖諍。分為兩部。一說一切有部。亦名說因部。二即本上座部。轉名雪山部。後即於此第三百年。從說一切有部流出一部。名犢子部。次後於此第三百年。從犢子部流出四部。一法上部。二賢胄部。三正量部。四密林山部。次後於此第三百年。從說一切有部。復出一部。名化地部。次後於此第三百年。從化地部流出一部。名法藏部。自稱我襲採菽氏師。至三百年末。從說一切有部。復出一部。名飲光部。亦名善歲部。至第四百年初。從說一切有部。復出一部。名經量部。亦名說轉部。自稱我以慶喜為師。如是上座部七破或八破。本末別說成十一部。一說一切有部。二雪山部。三犢子部。四法上部。五賢胄部。六正量部。七密林山部。八化地部。九法藏部。十飲光部。十一經量部。
26. ↑  《異部宗輪論疏述記》：「異部宗輪論者，佛圓寂後四百許年，說一切有部世友菩薩之所作也。」
27. ↑  印順《說一切有部為主的論書與論師之研究》：「所說的說一切有部宗義，與《發智》、《品類》論等相合。所說的說經部義，還是初期的說轉部義，與晚期的經量部不同。這可見《異部宗輪論》所顯示的宗派實況，不會遲於《大毘婆沙論》的。中國所傳的世友菩薩，就是《大毘婆沙論》所說的世友。
28. ↑  窺基《異部宗輪論述記》：「其本共大眾部之時。傳承迦葉之教上座部者。轉名雪山部。上座弟子本弘經教。說因部起多弘對法。既閑義理。能伏上座部僧說。因時遂大強。上座於斯乃弱。說因據舊住處。上座移入雪山。從所住處為名稱雪山部。若從遠所襲以名上座部。又西域之言呼冬分時為雪風。雪山中風。流行於世號為冬分。故言雪風今此上座。賢聖漸少。宗義微弱。人不流通。說一切有聖者轉多。理趣強盛。人皆學習。上座廢之不行。如雪風相似。言其微弱也。又上座既是根本。應在說因之前。但以聖少義弱。所以列之於後。」
29. ↑  《舍利弗問經》：「摩訶僧祇其味純正，其餘部中如被添甘露。」
30. ↑  《舍利弗問經》：
| - 他俾羅部（上座部） - 犢子部 - 三百年中 - 曇摩尉多別迦部（法上部）- 三百年中 - 跋陀羅耶尼部（賢冑部）- 三百年中 - 沙摩帝部（正量部）- 三百年中 - 沙那利迦部（密林山部）- 三百年中 - 薩婆多部（說一切有部) - 三百年中 - 彌沙塞部（化地部）- 三百年中 - 曇無屈多迦部（法藏部，目揵羅優婆提舍起） - 三百年中 - 蘇婆利師部（善歲部） - 三百年中 - 迦葉維部（飲光部） - 三百年中 - 修多蘭婆提那部（經量部） - 三百年中 - 僧伽蘭提迦部（說轉部） - 四百年中 | - 摩訶僧祇部（大眾部） - 鞞婆訶羅部（一說部）- 二百年中 - 盧迦尉多羅部（說出世部）- 二百年中 - 拘拘羅部（雞胤部）- 二百年中 - 婆收婁多柯部（多聞部）- 二百年中 - 鉢蠟若帝婆耶那部（說假部）- 二百年中 - 摩訶提婆部（大天部）- 三百年中 - 質多羅（質多迦?）部（制多山部） - 三百年中 - 末多利部（北山部）- 三百年中 |
31. ↑  《文殊師利問經》：「根本二部從大乘出，從般若波羅蜜出，聲聞緣覺諸佛悉從般若波羅蜜出。」
32. ↑  
《文殊師利問經》：
| - 體毘履部（上座部）- 一百年 - 一切語言部（說一切有部）- 一百年中 - 雪山部（雪山部）- 一百年中 - 犢子部（犢子部）- 一百年中 - 法勝部（法上部）- 一百年中 - 賢部（賢冑部）- 一百年中 - 一切所貴部（正量部）- 一百年中 - 芿山部（密林山部）- 一百年中 - 大不可棄部（化地部）- 一百年中 - 法護部（法藏部） - 一百年中 - 迦葉比部（飲光部） - 一百年中 - 修妬路句部（經量部） - 一百年中 |
33. ↑  
《文殊師利問經》：
| - 摩訶僧祇部（大眾部）- 一百年 - 執一語言部（一說部）- 一百年中 - 出世間語言部（說出世部）- 一百年中 - 高拘梨柯部（雞胤部）- 一百年中 - 多聞部（多聞部）- 一百年中 - 只底舸部（制多部）- 一百年中 - 東山部（東山住部）- 一百年中 - 北山部（北山住部）- 一百年中 |
34. ↑  印順. .   [2022-03-17]. （原始内容存档于2022-05-12）.
35. ↑  印順《印度之佛教》，第六章「學派之分裂」。
印順《印度佛教思想史》，第二章「聖典結集與部派分化」，第二節「部派分化與論書」。
印順《初期大乘佛教之起源與開展》，第六章「部派分化與大乘」，第一節「部派分化的過程」：第二項「部派分裂的譜系」：“依眾多異說而加以研究，有關十八部的分立，主要的不過四說。一、上座部所傳；二、大眾部所傳；三、正量部Saṃmatīya所傳。這三說，出於清辨Bhavya的『異部精釋』。四、銅鍱部Tāmraśāṭīya所傳。此外，還有說一切有部 Sarvāstivādin所傳，與上座部所傳的大致相同。”；第三項「部派本末分立的推定」：“這樣，上座部的分派，以大眾說最妥當。大眾部的分派，反而以上座部三派的傳說為好。這就是身居局外，沒有「自尊己宗」的心理因素，所以說得更近於實際。”。
36. 1 2  印順《原始佛教聖典之集成》：……在漢譯『根有律』的論書中，可以明白的看出，『根有律』的組織，是近於『十誦律』的（如本書第六章說）。『根有律』就是『八十部律』，與『十誦律』為同一原本，只是流傳不同而有所變化。起初，『十誦律』從摩偷羅Madhurā而傳入罽賓──健陀羅Gandhāra、烏仗那Udyāna一帶，為舊阿毘達磨論師所承用。如『十誦律』說的結集論藏，為：「若人五怖、五罪、五怨、五滅……」，與『阿毘達磨法蘊足論』「學處品」相合。其後，『根有律』又從摩偷羅傳到北方，為迦濕彌羅Kaśmīra阿毘達磨「毘婆沙師」所承用。例如『大毘婆沙論』解說「譬喻」為：「如大涅槃持律者說。所說大涅槃譬喻，出於『根有律雜事』。又如『順正理論』，說結集論藏為「摩呾理迦」；也與『根有律雜事』相合。流行於北方的說一切有部，源遠流長，化區極廣，隨時隨地而有多少不同。這二部廣律，不全為廣略的差別，實為同一原典而流傳不同。
37. ↑  《般舟三昧經》卷上：其人聞是三昧已。不樂不信。不入中。反作輕戲語。佛亦有深經乎。亦有威神乎。反形言。世間亦有比丘如阿難乎。佛言。其人從持是三昧者。所去兩兩三三。相與語云。是語是何等說乎。是何從所得是語乎。是為自合會作是語耳。是經非佛所說。
38. ↑  《道行般若經》卷第六：若前從我所聞受者，今悉棄捨，是皆不可用也。若自悔過，受疾悔之。隨我言者，我日來問訊汝，不用我言者，終不復來視汝。若莫復說是事，我不復欲聞，是故說是皆非佛所說，餘外事耳。汝今更受我所語，我所說皆佛語。
39. ↑  印順《初期大乘佛教之起源與開展》第十五章初期大乘經之集出和持宏，第二項法門傳出的實況